# Hadí víno

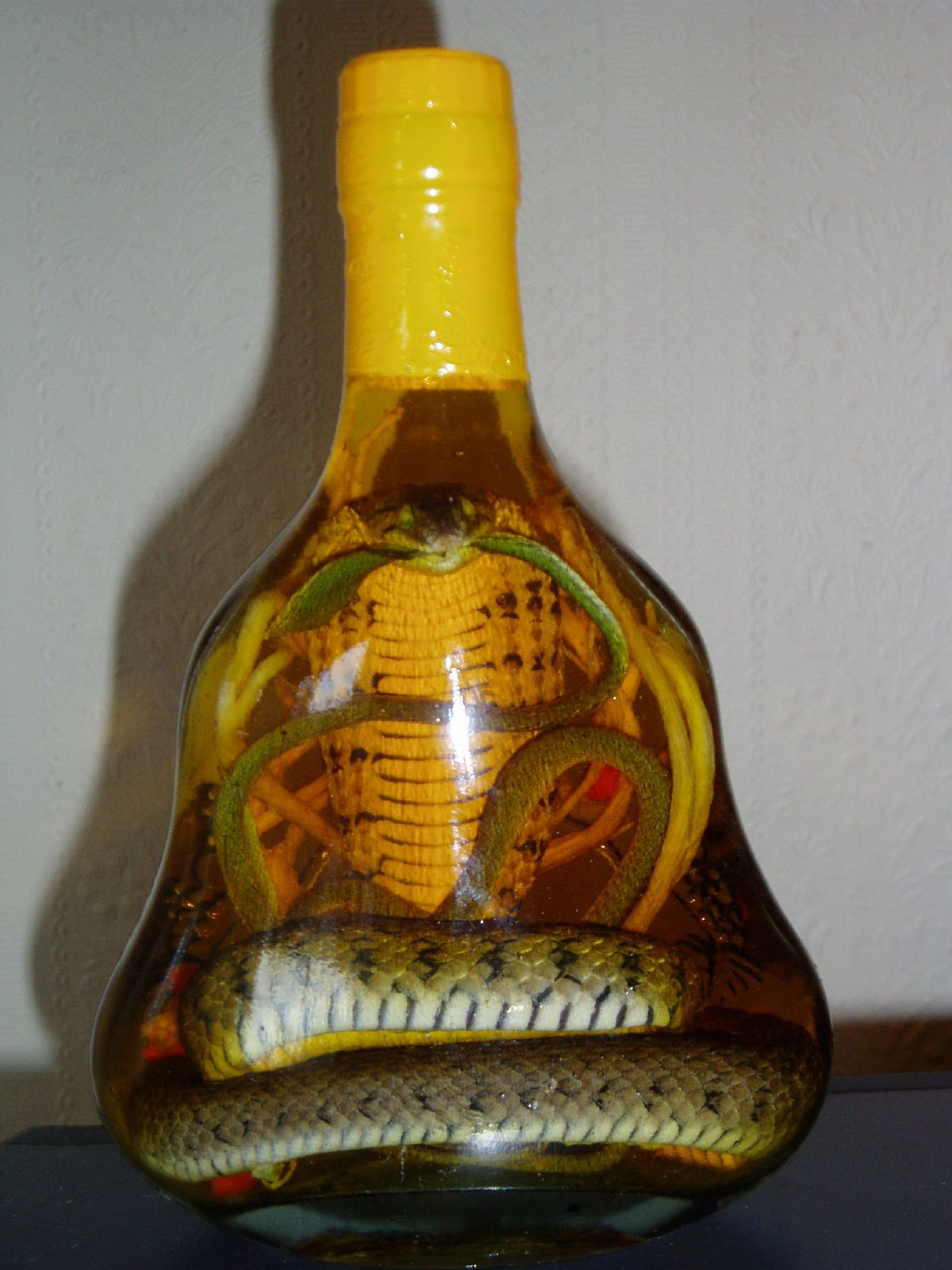
Hadí víno s kobrou

Hadí víno (vietnamsky rượu rắn) je alkoholický nápoj vyráběný v Jihovýchodní Asii, zejména v Číně a Vietnamu. V čínské medicíně je tomuto nápoji připisována řada léčebných účinků, zejména v oblasti mužské impotence. Dovoz tohoto nápoje je do mnoha zemí zakázán, protože používaní hadi jsou chránění.
Existují dva způsoby výroby tohoto vína. Při prvním se jedovatý had vykuchá, naloží se do rýžové pálenky a nechá se několik měsíců fermentovat na slunci. Hadí víno je pak normálně stáčeno do lahví, kam se přidává malý zakroucený had, štír, brouk nebo stonožka, což má pouze vizuální efekt. Druhý způsob výroby spočívá ve smíchání rýžové pálenky s hadími tekutinami (krví, žlučí a hadím jedem).
V obou případech je víno popíjeno z tradičních malých šálků jako tonikum, obsah alkoholu závisí na výrobci, může dosahovat až 60 %.